# Calice al Cornoviglio
Calice al Cornoviglio är en ort och kommun i provinsen La Spezia i regionen Ligurien i Italien. Kommunen hade 1 085 invånare (2018).